# Dražen Prćić
Dražen Prćić (Subotica, 1. studenog 1967.), bački je hrvatski romanopisac. Piše na hrvatskom jeziku, ali njegova djela postoje i na srpskom, engleskom, mađarskom, njemačkom i talijanskom jeziku. Sin je književnika Milivoja Prćića. Do ožujka 2025., napisao je i objavio četrnaest romana i pet povijesnih knjiga. U njegovima romanima, za razliku od vladajuće struje u popularnoj književnosti, gdje bezbožno nasilje dominira (nerijetko s prikazivanjem katoličanstva u negativnom kontekstu), u njegovom djelu glavni junak trudom i radom dolazi do cilja, a uz to je veliki katolički vjernik. U više se knjiga bavi športskom tematikom, trilerima, tematikom ljubavnog žanra, dok je roman Horvacki Bačka 1901-1939 njegovo prvo povijesno dokumentarno djelo

## Djela
- Moja klinka i ja, omladinski roman (1992.)
- Završni udarac, triler (1997.)
- Film, ljubavni roman (1998.)
- Tajna provincije, thriler (1999.)
- Uzmi sve, akcija (2001.)
- Kolos, roman (2002.)
- Wild card, športski roman, (do 2006. objavljena su dva izdanja na hrvatskom jeziku i po jedno izdanje na srpskom, engleskom, talijanskom i mađarskom jeziku)
- D , reality roman o odgoju ženskog djeteta (2007.)
- Lijepe stvari, roman (2009.)
- Come & Back (2010.) (prijevod na engleski i njemački jezik)
- Priča o fotografiji (s grupom suradnika, 2011.)
- Dogovoreni brak (2013.)
- Plemstvo Wilson (2014.)
- Horvacki Bačka 1901 - 1939 (2015.)
- Redefiniranje života (2017.)
- Subotica priča o fotografiji (2020.)
- Subotica priča o fotografiji II. (2023.)
- Subotica priča o fotografiji III. (2023.)

## Vanjske poveznice
- Članak u "Hrvatskoj riječi" Šest novih knjiga u hrvatskom kulturnom mozaiku
- Hrvatska riječ Roman u književnosti vojvođanskih Hrvata, 13. veljače 2009.
- Radio Subotica Predstavljanje romana Dražena Prćića "Lijepe stvari", 25. ožujka 2009.
- (srp.) Subotica.info Milovan Miković: Putovanje kao metafora o nasilju